# Santa Anna de Premià de Dalt
Santa Anna de Premià de Dalt és una església de Premià de Dalt (Maresme) protegida com a bé cultural d'interès local.

## Descripció
Església adossada a una masia amb un porxo, d'una sola nau amb la coberta a dues aigües.